# 4317 Garibaldi
För andra betydelser, se Garibaldi (olika betydelser).
4317 Garibaldi eller 1980 DA1 är en asteroid i huvudbältet som upptäcktes den 19 februari 1980 av den tjeckiske astronomen Zdeňka Vávrová vid Kleť-observatoriet. Den är uppkallad efter Giuseppe Garibaldi.
Asteroiden har en diameter på ungefär 38 kilometer och den tillhör asteroidgruppen Hilda.